# Fissidens subangustus
Fissidens subangustus är en bladmossart som beskrevs av Fleischer 1904. Fissidens subangustus ingår i släktet fickmossor, och familjen Fissidentaceae. Inga underarter finns listade i Catalogue of Life.